# DJ Maceo Wyro
DJ Maceo Wyro, właśc. Maciej Wyrobek (ur. 13 października 1971, zm. 14 maja 2014) – polski muzyk awangardowy, DJ, członek zespołów muzycznych Paraphrenia, Cytadela i Niewinni Czarodzieje.

## Życiorys

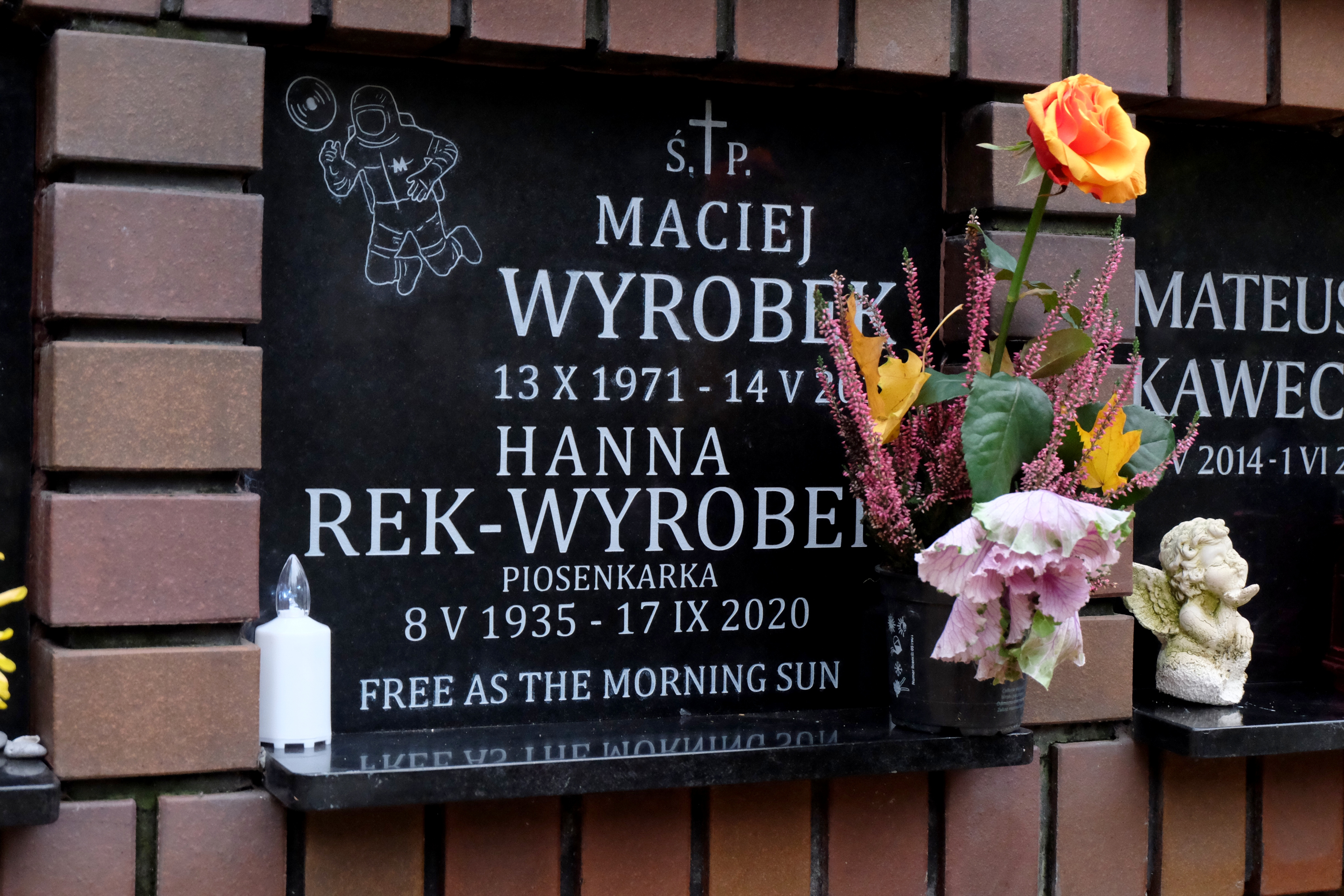
Grób Macieja Wyrobka i jego matki Hanny Rek na cmentarzu Powązkowskim w Warszawie

Karierę muzyczną zaczynał jako gitarzysta basowy zespołu rockowego Paraphrenia. Następnie zaangażował się w tworzenie muzyki elektronicznej, pracując w charakterze DJ – rezydenta w warszawskim klubie Filtry. W latach 1995–1999 mieszkał w Nowym Jorku. W 2002 r. został absolwentem Red Bull Music Academy w Londynie. Współtworzył zespół Niewinni Czarodzieje, z którym koncertował między innymi w Wielkiej Brytanii, Francji, Austrii, Węgrzech oraz Słowacji. Zespół łączył nu jazz z breakbeatem, funkiem, neo soulem czy hip-hopem. Współpracował z takimi artystami jak Tomasz Stańko, Monika Brodka, Novika, Pink Freud czy Maria Sadowska.
W 2008 r. wystąpił na Open’er Festival.
Poza karierą muzyczną zajmował się dziennikarstwem, współpracował między innymi z Radiostacją, gdzie prowadził audycję „Dziani wąsacze". Od 2009 r. prowadził audycję „Kosmos” w Radiu Roxy. Współpracował z czasopismami: Machina, Aktivist, Fluid, Laif i Kmag. Organizował także cykl Warsoul Sessions.
Zmarł niespodziewanie, miał tętniaka, który pękł i spowodował wylew krwi do mózgu.
Jego rodzicami byli Hanna Rek i Bogusław Wyrobek.

## Dyskografia[3]
- 1994 – "Mantrykota" (z zespołem Paraphrenia)
- 2002 – płyta "Envee & Niewinni Czarodzieje"
- 2003 – singiel "Believe & See"
- 2004 – singiel "Anthem"
- 2006 – singiel "One Dollar Race" / "The Score"
- 2014 – ostatni utwór "Sweet Slang" na epce "U Know Warsoul"